# Félicien Leuridant
Félicien Albert Leuridant, né le 10 octobre 1880 à Belœil en Belgique et mort le 27 décembre 1939 à Watermael-Boitsfort en Belgique, est un écrivain et historien belge, secrétaire de l'Académie royale de Belgique, spécialiste du prince Charles-Joseph de Ligne.

## Œuvres
- Prince de Ligne, Coup d'œil sur Belœil, Ath, 1909.
- Prince de Ligne, Colette et Lucas, comédie en 1 acte mêlée d'ariettes, Bruxelles, 1914
- Prince de Ligne, Les Embarras, pièce en 1 acte, Paris, 1914, lire en ligne sur Gallica
- Prince de Ligne, Œuvres posthumes inédites, publiées par Félicien Leuridant, Paris, 1914-1921
- Les Bustes de l'Académie royale de Belgique, Bruxelles, 1917
- Prince de Ligne, En marge des rêveries du maréchal de Saxe, Paris, 1919
- Annales Prince de Ligne, revue trimestrielle d'articles et documents inédits, Paris, Bruxelles, 1920-1938, 19 vol.  prix de la langue-française de l'Académie française en 1922
- Une éducation de prince au XVIIIe siècle (Charles-Joseph de Ligne), documents inédits, Bruxelles, 1923
- Prince de Ligne, Fragments de l'histoire de ma vie, publiés par Félicien Leuridant, Paris, 1928, 2 vol.
- L'Abbé Pagès et ses chansons, Paris, 1932